# Ankova lignea
Ankova lignea är en fjärilsart som beskrevs av Butler 1879. Ankova lignea ingår i släktet Ankova och familjen tofsspinnare. Inga underarter finns listade i Catalogue of Life.